# Бонь Мирослав Іванович
Мирослав Іванович Бонь (нар. 16 лютого 1993, Хуст) — колишній український футболіст, воротар.

## Біографія
Уродженець Хуста. Розпочав займатись футболом в місцевих «Карпати» (Хуст), куди потрапив у шість років і вже в такому ранньому віці точно знав, що хоче бути саме воротарем. Його першим тренером був Іван Іванович Ляшко. Там Мирослав пробув до 10 років, після чого не перебрався в ужгородський СДЮШОР, де провів ще три роки.
2006 року Мирослав відправився в Крим на турнір «Кримський підсніжник», де на нього звернув увагу прославлений динамівський голкіпер Євген Рудаков, який покликав хлопця до Києва. Так у вересні 2006 року Бонь перейшов до школи київського «Динамо».
З 2009 року перебуває в структурі «Динамо» (Київ), проте виступав виключно за другу команду. 10 листопада 2010 року зіграв першу гра за «Динамо-2», що стала для нього дебютною у професійному футболі. Сталося це у виїзному поєдинку проти «Прикарпаття» (3:0). Проте основним воротарем київського «дубля» стати не зумів, зігравши за чотири роки лише чотири матчі в першій лізі.
Влітку 2014 року на правах оренди перейшов в ужгородську «Говерлу», проте і в ужгородні виступав виключно за молодіжну команду, програвши конкуренцію іншому орендованому у «динамівців» воротарю Максиму Ковалю.
Протягом 2015—2017 років виступав за ФК «Полтава». У травні 2017 року завершив професійну кар'єру футболіста.

### Збірна
2009 року провів чотири матчі за юнацьку збірну України до 16 років.